# Villers-Farlay
Pour les articles homonymes, voir Villers.
Villers-Farlay est une commune française située dans le département du Jura, dans la région culturelle et historique de Franche-Comté et la région administrative Bourgogne-Franche-Comté.

## Géographie
La commune est traversée par la Loue au nord et par le ruisseau de la Larine qui la délimite à l'est avec Mouchard et Cramans.

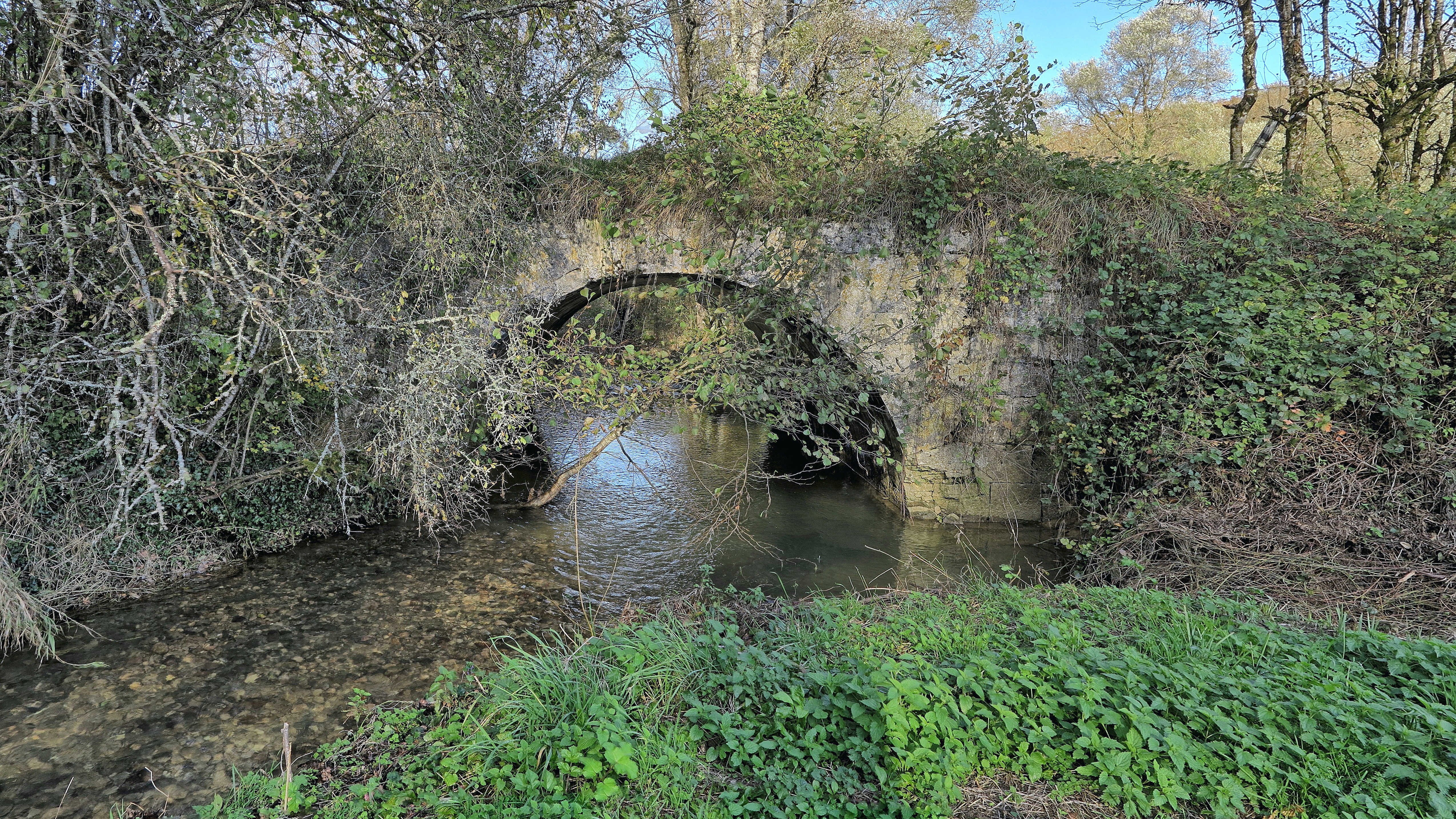
La Larine au vieux pont.

### Climat
Pour des articles plus généraux, voir Climat de la Bourgogne-Franche-Comté et Climat du département du Jura.
En 2010, le climat de la commune est de type climat de montagne, selon une étude du Centre national de la recherche scientifique s'appuyant sur une série de données couvrant la période 1971-2000. En 2020, Météo-France publie une typologie des climats de la France métropolitaine dans laquelle la commune est exposée à un climat semi-continental et est dans la région climatique  Jura, caractérisée par une forte pluviométrie en toutes saisons (1 000 à 1 500 mm/an), des hivers rigoureux et un ensoleillement médiocre. 
Pour la période 1971-2000, la température annuelle moyenne est de 10,7 °C, avec une amplitude thermique annuelle de 17,5 °C. Le cumul annuel moyen de précipitations est de 1 178 mm, avec 12,5 jours de précipitations en janvier et 9,4 jours en juillet. Pour la période 1991-2020, la température moyenne annuelle observée sur la station météorologique de Météo-France la plus proche, « Arc-et-Senans », sur la commune d'Arc-et-Senans à 4 km à vol d'oiseau, est de 11,7 °C et le cumul annuel moyen de précipitations est de 1 182,8 mm. 
La température maximale relevée sur cette station est de 41,5 °C, atteinte le 13 août 2003 ; la température minimale est de −25 °C, atteinte le 2 janvier 1971,,. 
Les paramètres climatiques de la commune ont été estimés pour le milieu du siècle (2041-2070) selon différents scénarios d'émission de gaz à effet de serre à partir des nouvelles projections climatiques de référence DRIAS-2020. Ils sont consultables sur un site dédié publié par Météo-France en novembre 2022.

## Urbanisme

### Typologie
Au 1er janvier 2024, Villers-Farlay est catégorisée commune rurale à habitat dispersé, selon la nouvelle grille communale de densité à sept niveaux définie par l'Insee en 2022.
Elle est située hors unité urbaine et hors attraction des villes,.

### Occupation des sols
L'occupation des sols de la commune, telle qu'elle ressort de la base de données européenne d’occupation biophysique des sols Corine Land Cover (CLC), est marquée par l'importance des territoires agricoles (52,5 % en 2018), en diminution par rapport à 1990 (53,8 %). La répartition détaillée en 2018 est la suivante : 
forêts (39,6 %), terres arables (26,9 %), prairies (20,7 %), zones urbanisées (7,9 %), zones agricoles hétérogènes (4,8 %). L'évolution de l’occupation des sols de la commune et de ses infrastructures peut être observée sur les différentes représentations cartographiques du territoire : la carte de Cassini (XVIIIe siècle), la carte d'état-major (1820-1866) et les cartes ou photos aériennes de l'IGN pour la période actuelle (1950 à aujourd'hui).

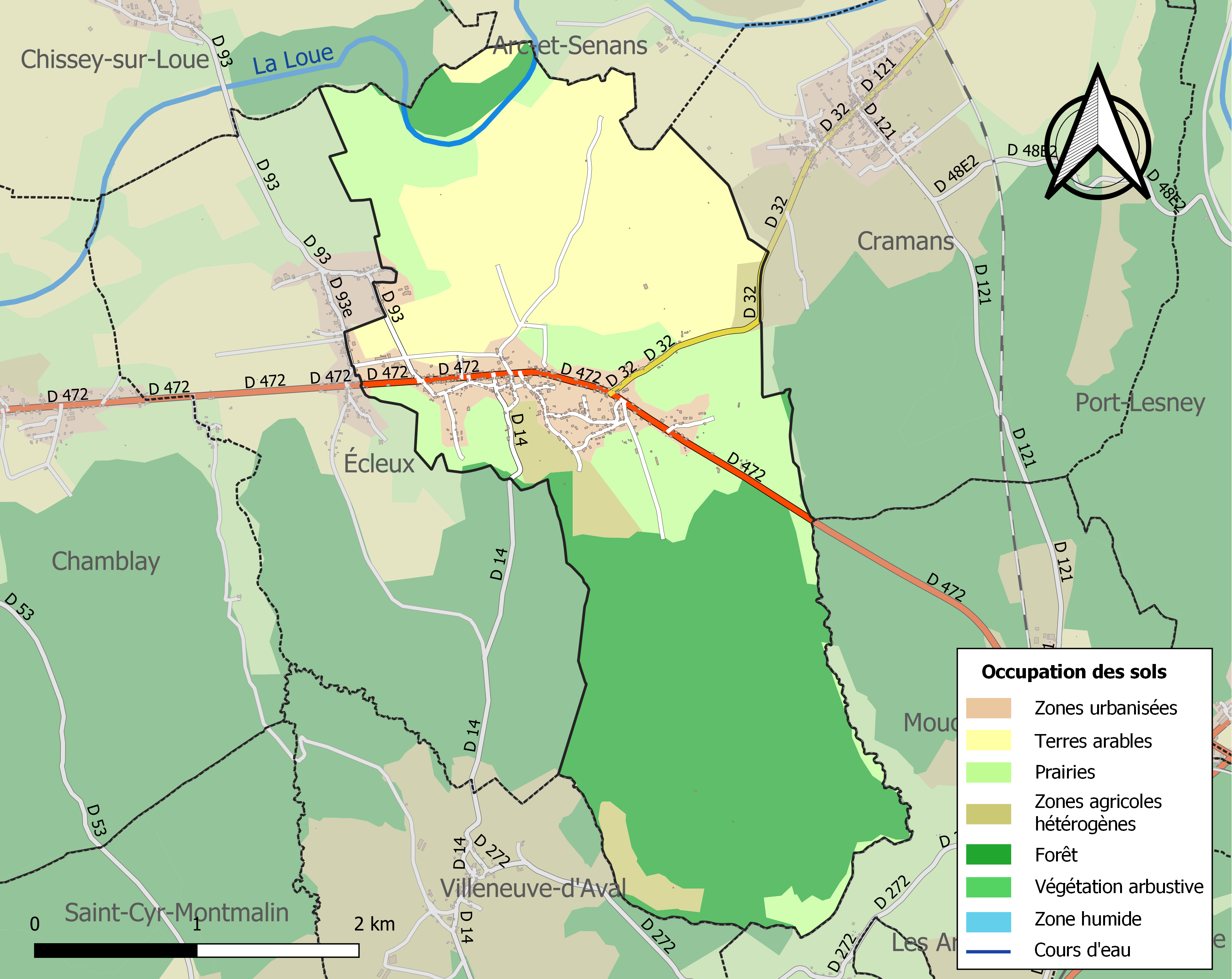
Carte des infrastructures et de l'occupation des sols de la commune en 2018 (CLC).

## Histoire
Le 14 octobre 1885, un jeune garçon de 14 ans, nommé Jean-Baptiste Jupille, natif du village voisin de Port-Lesney, gardait un troupeau de moutons dans les pâtures communales de Villers-Farlay. Il fut attaqué et mordu par un chien enragé.
Le maire de Villers-Farlay, Pierre Joseph Perrot, ayant entendu parler du savant Louis Pasteur, mit tout en œuvre pour envoyer l'enfant à Paris où Pasteur lui sauva la vie en appliquant le vaccin antirabique qu'il venait de mettre au point.
Le jeune Jean-Baptiste est historiquement le deuxième patient après Joseph Meister à être sauvé par Pasteur. Ce fait historique fait l'objet d'une fresque murale exposée en la commune de Villers-Farlay, sur le mur de la mairie. Une statue de Pasteur est également érigée place Jupille à titre de souvenir.

## Héraldique
|  | Les armes de la commune se blasonnent ainsi : D'or au lion de gueules. |

## Politique et administration
| Période   | Période  | Identité        | Étiquette | Qualité                    |
| --------- | -------- | --------------- | --------- | -------------------------- |
| mars 2001 | 2020     | Jean-Marc Blanc | DVD       | Retraité Fonction publique |
| 2020      | En cours | Anthony Senot   |           |                            |

## Démographie
L'évolution du nombre d'habitants est connue à travers les recensements de la population effectués dans la commune depuis 1793. Pour les communes de moins de 10 000 habitants, une enquête de recensement portant sur toute la population est réalisée tous les cinq ans, les populations de référence des années intermédiaires étant quant à elles estimées par interpolation ou extrapolation. Pour la commune, le premier recensement exhaustif entrant dans le cadre du nouveau dispositif a été réalisé en 2007.

En 2022, la commune comptait 649 habitants, en évolution de −2,99 % par rapport à 2016 (Jura : −0,81 %, France hors Mayotte : +2,11 %).
| 1793 | 1800 | 1806 | 1821 | 1831 | 1836 | 1841 | 1846 | 1851 |
| ---- | ---- | ---- | ---- | ---- | ---- | ---- | ---- | ---- |
| 773  | 819  | 874  | 829  | 920  | 945  | 983  | 962  | 929  |

| 1856 | 1861 | 1866 | 1872 | 1876 | 1881 | 1886 | 1891 | 1896 |
| ---- | ---- | ---- | ---- | ---- | ---- | ---- | ---- | ---- |
| 848  | 855  | 863  | 754  | 715  | 720  | 711  | 680  | 676  |

| 1901 | 1906 | 1911 | 1921 | 1926 | 1931 | 1936 | 1946 | 1954 |
| ---- | ---- | ---- | ---- | ---- | ---- | ---- | ---- | ---- |
| 637  | 585  | 566  | 533  | 493  | 551  | 535  | 506  | 461  |

| 1962 | 1968 | 1975 | 1982 | 1990 | 1999 | 2006 | 2007 | 2012 |
| ---- | ---- | ---- | ---- | ---- | ---- | ---- | ---- | ---- |
| 411  | 419  | 386  | 386  | 402  | 426  | 484  | 491  | 646  |

| 2017 | 2022 | - | - | - | - | - | - | - |
| ---- | ---- | - | - | - | - | - | - | - |
| 666  | 649  | - | - | - | - | - | - | - |

## Lieux et monuments

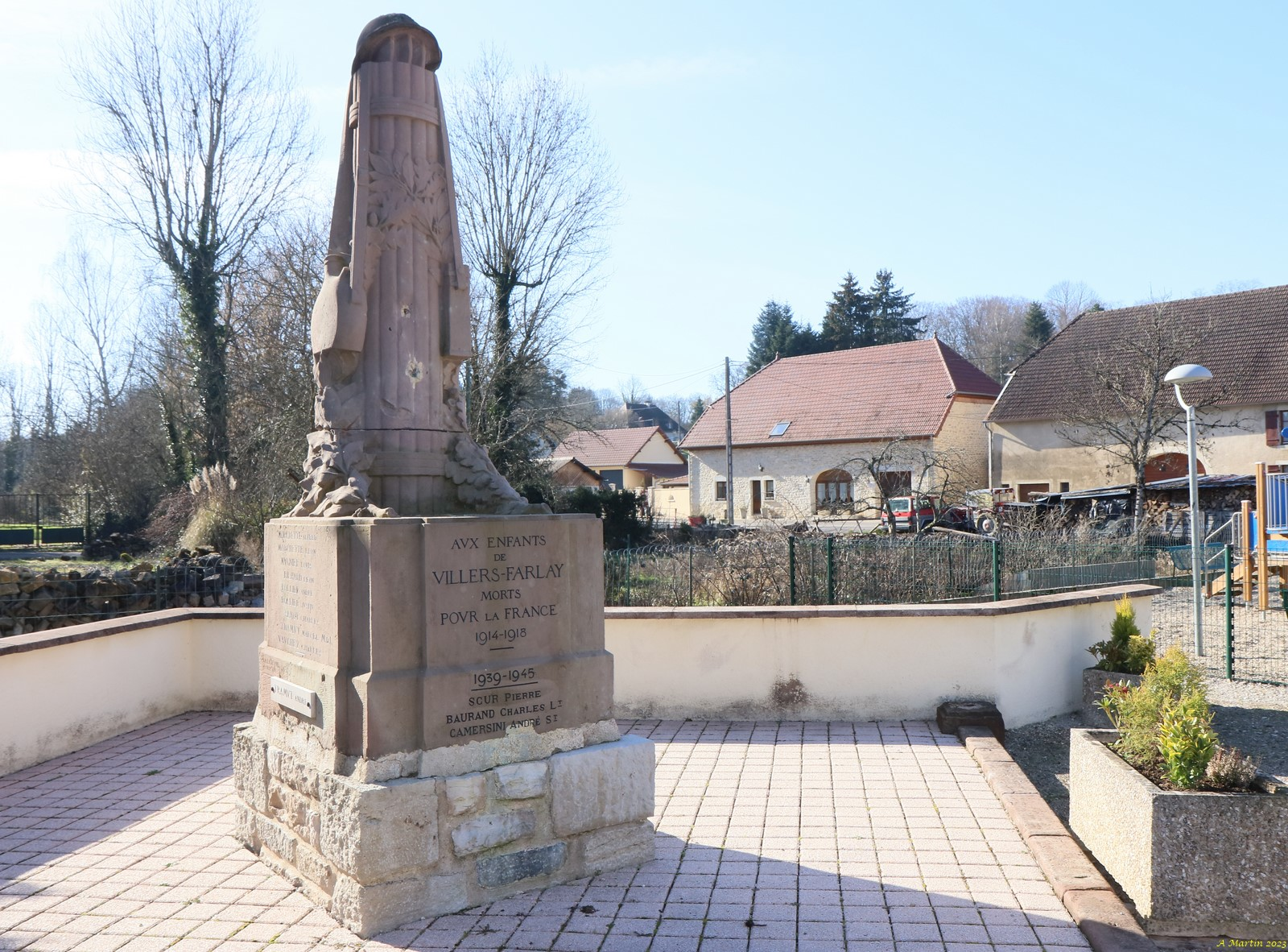
monument aux morts réalisé par le sculpteur LA Lejeune en 1921

- monument aux morts réalisé par le sculpteur LA Lejeune en 1921Église Saint-Georges, édifiée au XVIIIe siècle.
- Mairie-justice de paix de Villers-Farlay, inscrite aux monuments historiques.
- Four de tuiliers, inscrit aux monuments historiques.
- Château de Villers-Farlay, édifié au XVIIIe siècle, ancienne résidence de la famille de Javel[17].

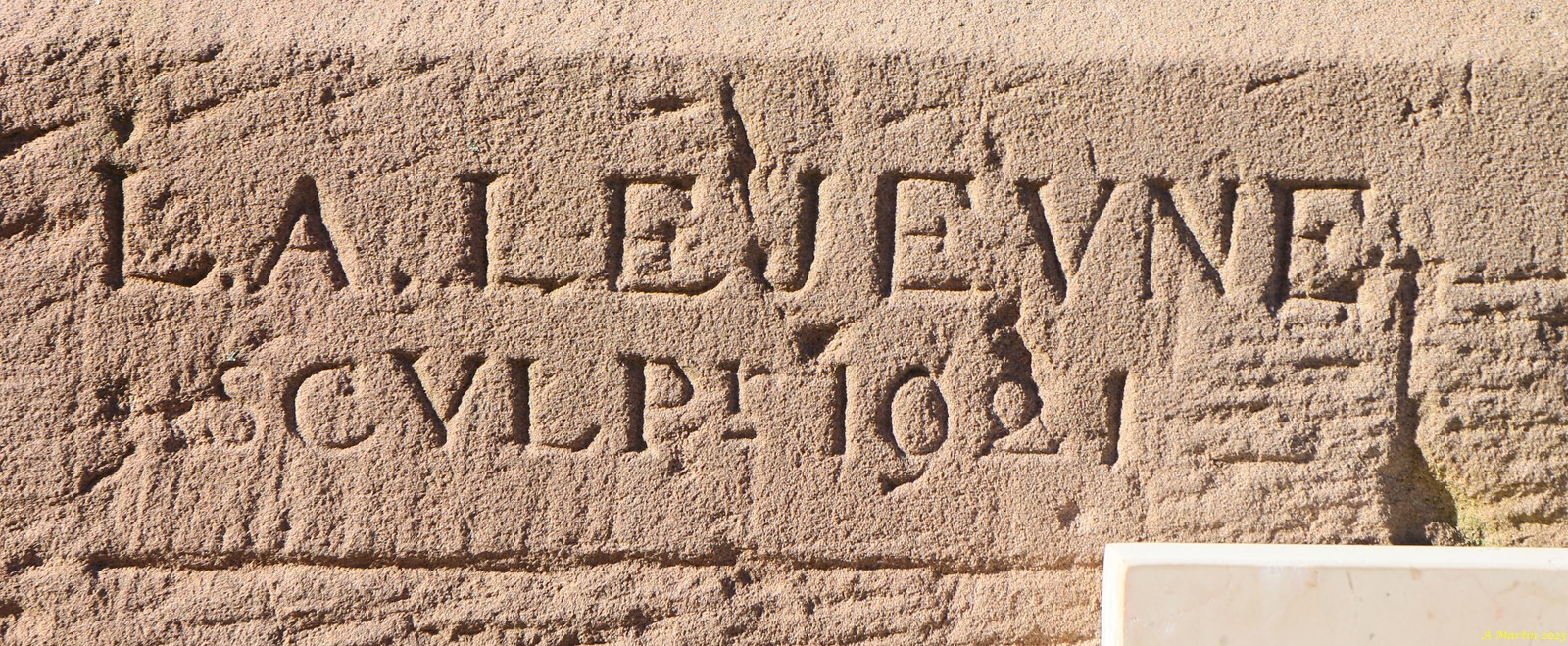

- Monument aux morts, œuvre du sculpteur Louis-Aimé Lejeune, 1921. (1er Prix de Rome 1911)
- Statue de Louis Pasteur (Place Jupille).
- Fresque de Jean-Baptiste Jupille (mairie).
- "Cheminement Jupille", circuit de 5 km. Cinq points d'information y sont répartis, et notamment le point supposé de l'attaque du loup et de l'acte courageux du garçon qui s'est fait mordre en défendant de jeunes enfants.

## Personnalités liées à la commune
- Jean-Baptiste Jupille (deuxième enfant vacciné par Pasteur contre la rage).

## Sources